# Кастро, Даниэль (лучник)
Даниэль Кастро (исп. Daniel Castro; род. 19 апреля 1997, Пуэнтес-де-Гарсиа-Родригес, Галисия) — испанский лучник, специализирующийся в стрельбе из олимпийского лука. Участник Олимпийских игр и призёр этапа Кубка мира.

## Биография
Даниэль Кастро родился 19 апреля 1997 года в Пуэнтес-де-Гарсия-Родригесе.
Учился в Национальном институте физического обучения в Мадриде.

## Карьера
Даниэль Кастро начал заниматься спортом в возрасте 14 лет, последовав за сестрой Кристиной. Выступает за клуб «Силекс» (исп. Clube Silex) из родного города.
В 2019 году Даниэль Кастро выступил на четырёх этапах Кубка мира. Лучший результат он показал в личном турнире в Медельине, где добрался до четвертьфинала и стал в итоге седьмым. В Берлине и Шанхае испанец выбыл из борьбы уже на стадии 1/32 финала, а в Анталии стал 57-м. В том же году выступил на чемпионате мира в Хертогенбосе, где занял 57-е место. Также в командном турнире стал семнадцатым. На Европейских играх в Минске стал четвёртым в команде, а в индивидуальном первенстве выбыл на стадии 1/8 финала.
В 2021 году на этапе в Гватемале в личном первенстве выиграл серебряную медаль, уступив индийцу Атану Дасу со счётом 4:6. На следующем этапе в Лозанне добрался до 1/16 финала, а спустя месяц в Париже стал 33-м в личном турнире и четвёртым в команде. На чемпионате Европы в Анталии также стал четвёртым в команде и дошёл до 1/16 финала в личном турнире.
На Олимпийских играх в Токио участвовал только в индивидуальном первенстве. Однако уже в первом матче плей-офф против тайваньского лучника Вэй Цзюньхэна проиграл со счётом 2:6.